# Terereohaupa Falls
Die Terereohaupa Falls sind ein Wasserfall bislang nicht ermittelter Fallhöhe im Waitotara Forest in der Region Taranaki auf der Nordinsel Neuseelands. Er liegt im Oberlauf des Waitōtara River.
Der Wasserfall ist über den 12 km langen Trains Track, der in der Ortschaft Taumatatahi beginnt, in rund vier Stunden erreichbar.